# Fontaine-Chalendray
Fontaine-Chalendray település Franciaországban, Charente-Maritime megyében. Lakosainak száma 224 fő (2022. január 1.). Fontaine-Chalendray Ranville-Breuillaud, Bazauges, Chives, Cressé, Romazières, Seigné és Villiers-Couture községekkel határos.

## Népesség
A település népességének változása:
| Lakosok száma | 432  | 336  | 270  | 246  | 218  | 210  | 201  | 198  | 197  | 224  |
|               | 1968 | 1982 | 1990 | 2006 | 2013 | 2015 | 2017 | 2019 | 2020 | 2022 |